# Dasymeter

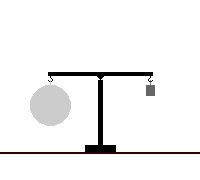
Dasymeter bei Normaldruck

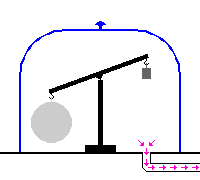
Dasymeter unter Vakuum

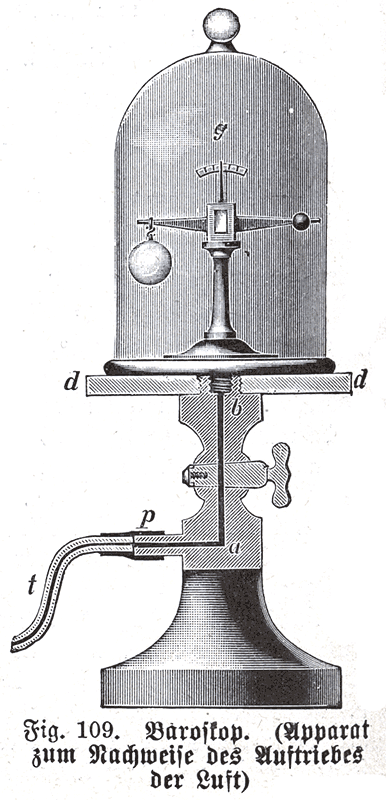
Historische Abbildung eines Dasymeters

Das Dasymeter, auch Baroskop, Luftwaage oder Waagemanometer genannt, ist ein Gerät zur Demonstration des statischen Auftriebs von Objekten in Luft. Es wurde 1650 von Otto von Guericke erfunden. 

## Aufbau
Das Dasymeter besteht aus einer Balkenwaage, an der auf der einen Seite ein größerer Körper mit geringer Dichte (zum Beispiel ein hohler Glaskörper) und auf der anderen Seite ein kleiner Körper mit hoher Dichte (zum Beispiel ein Bleigewicht) befestigt ist. Masse und Volumen der beiden Körper sind dabei so gewählt, dass die Balkenwaage in Luft (bei Normaldruck) im Gleichgewicht ist. Befindet sich das Dasymeter hingegen in einem evakuierten Gefäß, so neigt es sich zur Seite des großen Körpers.

## Physikalische Erklärung
Der Körper mit dem größeren Volumen erfährt nach dem archimedischem Prinzip in der Luft einen größeren Auftrieb als der Körper mit dem kleinen Volumen. Im Vakuum ist dieser Auftrieb allerdings nicht mehr vorhanden, so dass sich die Balkenwaage zur Seite des großen Körpers neigt.